# Česká zbrojovka

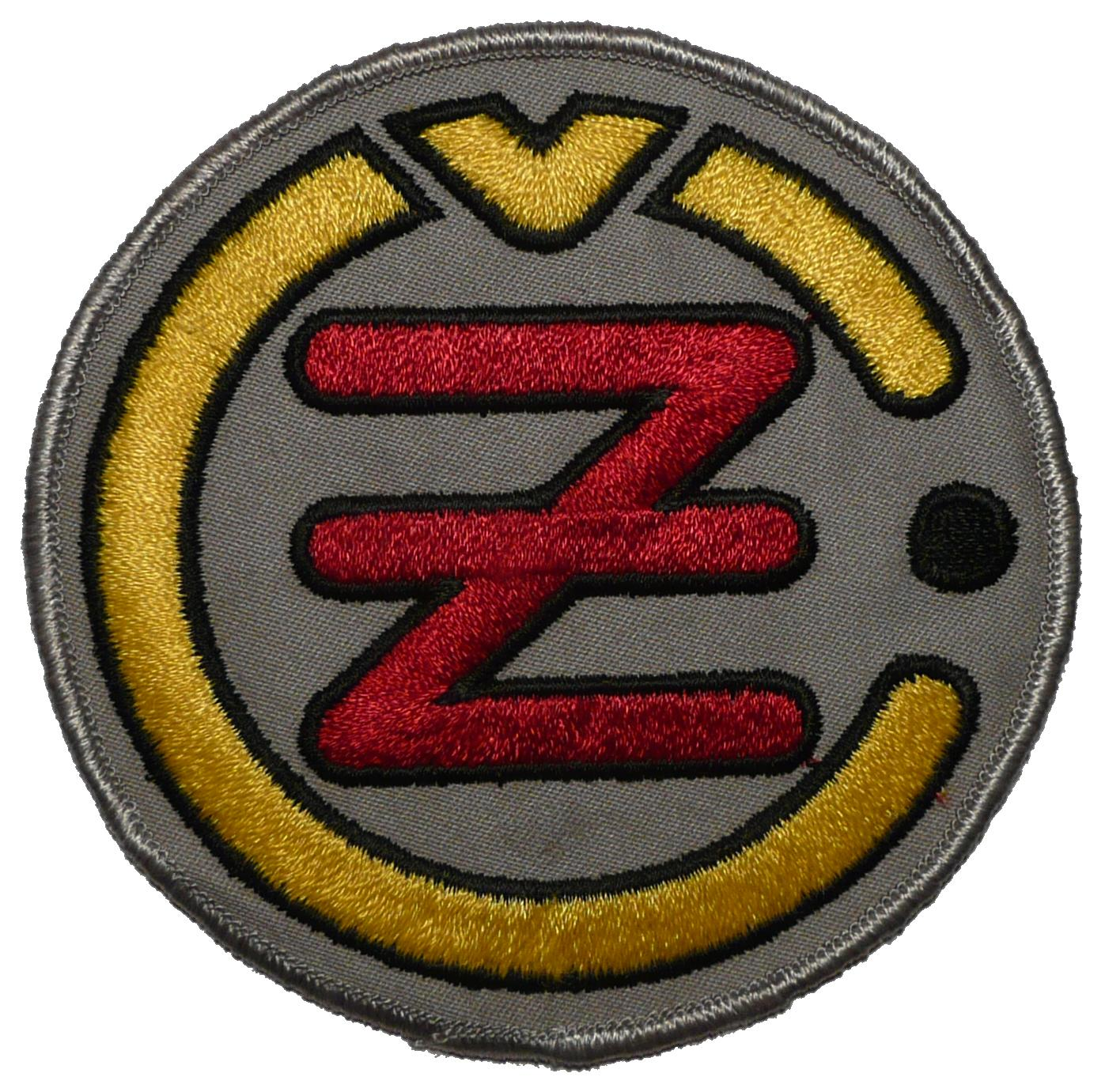
Logo de la Česká zbrojovka.

Las armas de fuego con la marca Ceska Zbrojovka o CZ (Fábrica de Armas Checa, en checo) han sido producidas por varias fábricas que han sido independientes en lo que a su administración y propietarios respecta.
Entre estas fábricas figuran:
- Zbrojovka Praga – fundada antes de 1917 y en actividad en 2007
- Československá státní zbrojovka (Zbrojovka Brno) – 1917–2007
- Česká zbrojovka Strakonice – desde 1919
- Logo de Česká zbrojovka Uherský BrodČeská zbrojovka Uherský Brod (ČZUB) – desde 1936
- Zbrojovka Vsetín (ZVI)[1] – desde 1937 (en actividad en 2007)
- Alfa-Proj[2] – desde 1993 (en actividad en 2007)
- Arms Moravia (Technoex)[3] – fundada en 1993

Las armas de fuego construidas en diferentes fábricas de Checoslovaquia y después en la República Checa han sido vendidas bajo las marcas ČZ, ZB y Vz.
ČZ (o CZ) es la abreviación de Česká zbrojovkay, vz. (o Vz., vz, Vz) es la abreviación de vzor (modelo, en checo). En la mayoría de casos, solamente las armas adoptadas por las fuerzas armadas checoslovacas o checas tienen esta abreviación en su nombre (por ejemplo, la CZ 75 no fue adoptada por las fuerzas armadas, por lo cual no existe una pistola "vz. 75"), aunque hay algunas excepciones a esta regla. Sa (o Sa.) es una abreviación de samopal (subfusil, en checo). El Ejército checo llamaba "samopal" al Sa vz. 58, aunque este es un fusil de asalto, por lo que puede ser una analogía con la palabra rusa automat.
Nótese que después de la Segunda Guerra Mundial las armas militares fueron diseñadas por varios centros de desarrollo independientes (por ejemplo, ZVS-VVÚ Brno, VTÚVM Slavičín, etc) y luego producidas en una fábrica designada.

## ČZW
La empresa Czech Weapons (ČZW) es una subsidiaria de Česká zbrojovka que desarrolla y evalúa armas de fuego.

### Desarrollos y productos
- ČZW-556 (Fusil de asalto - 5,56 x 45 OTAN)
- ČZW-762 (Ametralladora ligera - 7,62 x 39)
- ČZW-438 (Arma de Defensa Personal - 4,38 x 30 Libra)
  - ČZW-438 M9 (Subfusil - 9 x 19 Parabellum)
- ČZW-9 (Subfusil - 9 x 19 Parabellum)
  - ČZW-9M (Subfusil - 9 x 19 Parabellum)
- ČZW-9PS (Subfusil - 9 x 19 Parabellum)
  - ČZW-9FC (Subfusil - 9 x 19 Parabellum)
- ČZW-127 (Fusil pesado de francotirador  - 12,7 x 99 OTAN)
- ČZW-40 (Lanzagranadas - 40 x 53)
- RAG-30 (Lanzagranadas - 30 x 29)
  - SAG-30 (Lanzagranadas - 30 x 29)